# Serieåret 1974

## Händelser

### Okänt datum
- I Sverige ändrar serien Peter Falk namn till originalnamnet Rip Kirby.
- Serietidningen Boris Karloffs Midnattsrysare i Sverige läggs ner.[1]
- Spider-Man får egen serietidning i Sverige.[2]

## Pristagare
- 91:an-stipendiet: Nils Egerbrandt
- Adamsonstatyetten: René Goscinny (inget svenskt pris utdelades)

## Utgivning

### Album
- 7 histoires de Lucky Luke (Lucky Luke)[3]
- Caesars gåva (Asterix)[4]
- Tembo Tabu (Spirou)[5]

### Serieantologi
- Comics 6 - den stora serieboken[6].
- Comics 7 - den stora serieboken[7].

## Födda
- 19 januari – Lars Bällsten, svensk serietecknare.
- 29 maj – Aaron McGruder, amerikansk serieskapare.
- 8 november – Masashi Kishimoto, japansk serietecknare.
- Rasmus Gran, svensk serietecknare.

### Fotnoter
1. ↑  Swecomics
2. ↑  Seriesamlarna
3. ↑  ”Lucky Luke på svenska”. Arkiverad från originalet den 11 november 2014. https://web.archive.org/web/20141111004811/http://www.visit.se/~dampgrodan/album_kronolog.html. Läst 12 mars 2011.
4. ↑  ”Tintin”. Arkiverad från originalet den 13 februari 2011. https://web.archive.org/web/20110213010603/http://www.asterix.com/books/albums/. Läst 12 mars 2011.
5. ↑  ”Spirou enligt Franquin”. Arkiverad från originalet den 23 juli 2010. https://web.archive.org/web/20100723064409/http://www.mantagraphics.com/franquin/helaalbum.htm. Läst 12 mars 2011.
6. ↑  ”Rogers Seriemagasin”. https://rogersmagasin.com/serietidningar-och-seriepublikationer/comics-den-stora-serieboken/comics-den-stora-serieboken-nr-6/. Läst 15 mars 2021.
7. ↑  ”Rogers Seriemagasin”. https://rogersmagasin.com/serietidningar-och-seriepublikationer/comics-den-stora-serieboken/comics-den-stora-serieboken-nr-7/. Läst 15 mars 2021.